# Przecza
Przecza (niem. Arnsdorf) – wieś w Polsce, położona w województwie opolskim, w powiecie brzeskim, w gminie Lewin Brzeski.
W latach 1975–1998 miejscowość administracyjnie należała do ówczesnego województwa opolskiego.

## Nazwa
Poprzez wieki nazwa wsi zmieniała się i w poszczególnych latach brzmiała następująco:
- w 1245 r. Prseza,
- w 1300 r. Przidza,
- w 1322 r. Arnoldi Villa,
- w 1564 r. Prystche,
- w 1784 r. Arnsdorf (nazwa polska to Przicza),
- po II wojnie światowej najpierw Przędza, a następnie od 1946 Przecza[6].

Staropolskie „przecza” oznacza poprzeczny zagon pola.

## Położenie
We wsi znajduje się przystanek kolejowy na szlaku z Wrocławia do Katowic, w połowie drogi między Brzegiem a Opolem.

## Integralne części wsi
| SIMC    | Nazwa | Rodzaj     |
| ------- | ----- | ---------- |
| 0498247 | Raski | przysiółek |

## Historia
Pierwszy historyczny zapis (niemiecki) o miejscowości pochodzi z 1245 r. 

## Zabytki
Do wojewódzkiego rejestru zabytków wpisany jest:
- kaplica – kościół pod wezwaniem św. Barbary z wieżą, zabytkowa, pochodząca z XIII wieku, XVI/XVII w., XIX w., znajduje się w centrum wsi.

W miejscowości znajduje się siedziba Muzeum Radia Lampowego.

## Ludność
Liczba mieszkańców wynosi 509, w tym:
- kobiet – 248,
- mężczyzn – 261.